# Departamento San Cosme

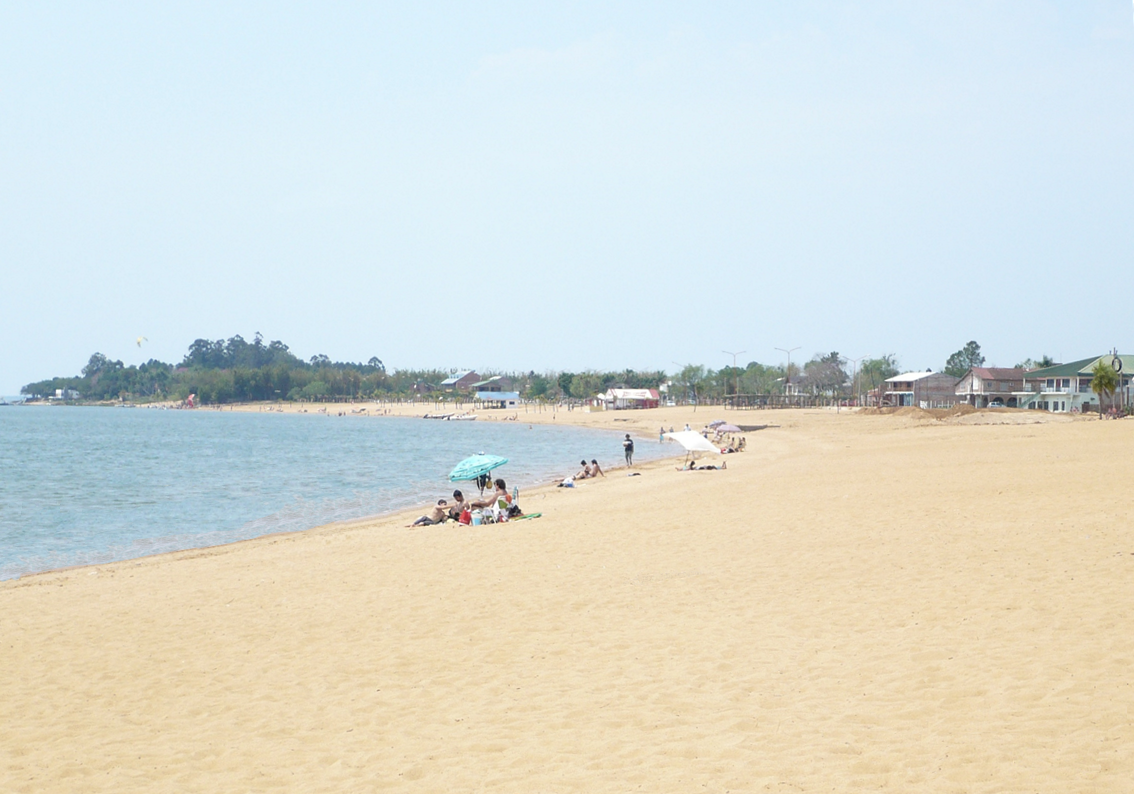
Playa Punta Mitre en Paso de la Patria

San Cosme es un departamento de la provincia de Corrientes, en el noreste de Argentina, que ocupa 592.4 km², en la región noroeste de la provincia.
Limita al oeste con el departamento de Capital, al sur con el de San Luis del Palmar, al este con el de Itatí y al norte con la República del Paraguay, de la cual está separado por el río Paraná.
La cabecera del departamento es la homónima localidad de San Cosme; junto con ella Paso de la Patria y Santa Ana de los Guácaras son los otros núcleos poblacionales.
El departamento comprende además en el río Paraná, las islas Anteojo, Toledo, Toledita, de los Pájaros, Cambá Acá, de las Ratas y Banco Verde, siendo estas dos últimas exclaves en aguas pertenecientes a  la República del Paraguay frente a la desembocadura del río Paraguay, junto con otras cuatro islas y dos bancos de arena en la misma condición frente a la paraguaya isla Boby Ñú.

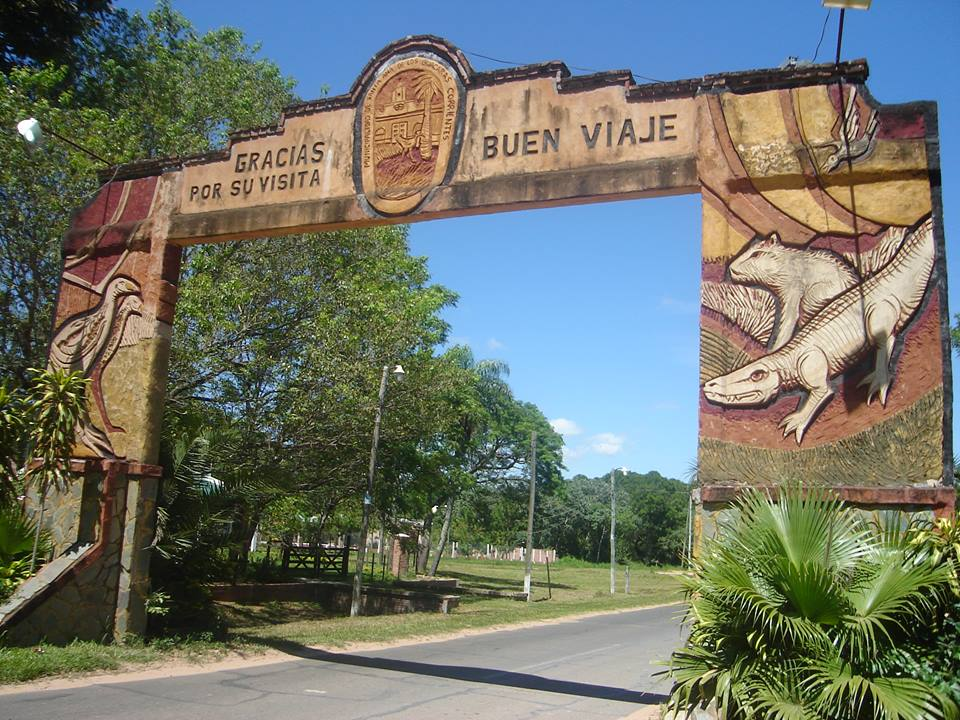
Portal de acceso a Santa Ana de los Guácaras

## Historia
El 7 de marzo de 1917 el gobernador Mariano Indalecio Loza aprobó por decreto el Cuadro comparativo de la subdivisión en Departamentos y Secciones de la Provincia de Corrientes; Límites interdepartamentales e interseccionales, que fijó para el departamento San Cosme los siguientes límites:

Departamento San Cosme - Límites departamentales: Norte: Río Paraná; Este: Límite Oeste de la propiedad de Anastasia V. de Martín, límite Este de las de suc. Juan Sotomayor y Beltrán Stoup; Sur: Riachuelo; Oeste: Arroyito Desaguadero y límite Oeste de las propiedades de Castillón y Nalda, Pedro Jáuregui y de Vicente Alfonso.

El cuadro señaló que el departamento estaba dividido en 4 secciones:

El Departamento está dividido en cuatro Secciones con los siguientes límites:
 1ra. Sección: Norte: Límite Norte de las propiedades suc. Victorio Torrent, López, Centurión, P. R. Vidal, F. de López y suc. Eulogio Hidalgo (bañado Ipuku); Este: Límite Este de las propiedades suc. Eulogio Hidalgo, Cosme Ojeda, suc. Silva y límite Norte de las de Angeles R. de Godoy; Sur: Riachuelo; Oeste: Límite Este de la propiedad de suc. Angeles D. de Bardeci y límite Oeste de las de Nicolás Gallardo, La Torre y suc. Victorio Torrent;
 2da. Sección: Norte: Límite Norte de la de Pedro Jáuregui y de las que terminan en la cañada Ipuku; Este: Límite Este de la propiedad de suc. Victorio Torrent, Felipe Cocomarola, límite Oeste de la de Nicolás Gallardo y Este de la de suc. Angeles D. de Bardeci; Sur: Riachuelo; Oeste: Arroyito Desaguadero y límite Oeste de la propiedad de Pedro Jáuregui;
 3ra. Sección: Norte: Río Paraná; Este: Límite Este de la propiedad de Pedro Morales; Sur: Límite Sur de las propiedades que terminan en la cañada Ipuku, y límite Sur de la de Andrés Reyes; Oeste: Límite Oeste de la propiedad de Vicente Alfonso;
 4ta. Sección: Comprende todas las propiedades al Este de la 1ra. y 3ra. Sección.

El 31 de agosto de 1935 fue publicado el decreto del vicegobernador Pedro Resoagli que determinó los límites de los departamentos:

Departamento San Cosme: Tiene los siguientes límites generales: Norte: El río Paraná, por su canal principal, desde el punto en que termina el Departamento Capital (mojón N. O. de la propiedad de Vicente Alfonso), aguas arriba, hasta aquél en el cual se inicia el Departamento Itatí, o sea, el mojón N. E. de la propiedad de los sucesores de Pedro N. Gómez; Este: Límite oriental de la propiedad de los sucesores de Pedro N. Gómez, desde su mojón N. E. sobre el río Alto Paraná, hasta el mojón S. E.; continúa por la línea Sud (fondo) de esta propiedad y las de Juan B. Vegué, Juan E. Sotelo, Segundo Sotelo y Angeles S. de Piriz; límite oriental de la propiedad de los sucesores de Juan Sotomayor, Alberto García, Nicolás Pérez y sucesión de Beltrán Stoup, hasta el mojón S. E. de la misma, en el estero del Riachuelo; Sur: El estero del Riachuelo desde el mojón S. E. de la propiedad de la sucesión Beltrán Stoup, hasta el río Riachuelo, y el curso de éste, aguas abajo, hasta su unión con el arroyo Desaguadero; Oeste: El arroyo Desaguadero, desde su desembocadura en el Riachuelo, aguas arriba, hasta el deslinde Sur de las propiedades de Ramón Hidalgo, herederos de A. Romero, Solano Avila, sucesión Torrent, P. Toledo, M. L. de Cabral, sucesión V. Torrent y Adriano Nalda, continuando por el límite occidental de esta última propiedad y el de las de los sucesores de Andrés Reyes y Vicente Alfonso, hasta el mojón N. O. de esta última, sobre el río Paraná.

## Población
Cuenta con 19 706 habitantes (Indec, 2022), lo que representa un incremento promedio anual del 2.8% frente a los 14 381 habitantes (Indec, 2010) del censo anterior.

La mediana de edad se estableció en 32 años.
| Gráfica de evolución demográfica de Departamento San Cosme entre 1991 y 2022 |
|                                                                              |
| Fuente: censos nacionales del INDEC                                          |

## Localidades
La mayor parte de la población se concentra en la ciudad de Paso de la Patria y en la cabecera del departamento. El resto es población de carácter rural, dispersa o asentada en pequeñas localidades.
| Cabecera (Población 2010) | Ciudades (Población 2010)     | Localidades (Población 2010)                                                   |
| ------------------------- | ----------------------------- | ------------------------------------------------------------------------------ |
| San Cosme (2563 hab.)     | Paso de la Patria (5598 hab.) | - Ingenio Primer Correntino (296 hab.) - Santa Ana de los Guácaras (1906 hab.) |